# Expectativas adaptativas
Na economia, expectativas adaptativas significa que as pessoas formam suas expectativas sobre o que irá acontecer no futuro com base no que aconteceu no passado, ou seja, se utilizam do método indutivo para tomar suas decisões econômicas. Por exemplo, se a inflação esteve mais alta do que o esperado no passado, as pessoas iriam reconsiderar suas expectativas para o futuro.
Uma versão simples de expectativas adaptativas é apresentada na seguinte equação, onde {\displaystyle p^{e}} é o nível da inflação esperado para o próximo ano; {\displaystyle p_{-1}^{e}} é o nível de inflação desse ano que era esperado no ano passado; e {\displaystyle p} é o nível de inflação real desse ano:
{\displaystyle p^{e}=p_{-1}^{e}+\lambda (p-p_{-1}^{e})}
Como {\displaystyle \lambda } está entre 0 e 1, isso quer dizer que a expectativa atual para a inflação futura reflete expectativas passadas e um termo de "ajuste de erro", em que as expectativas atuais são elevadas (ou reduzidas) de acordo com a diferença entre a inflação atual e expectativas passadas. Esse ajuste de erro é chamado também de "ajuste parcial".
A teoria de expectativas adaptativas pode ser aplicada para todos os períodos anteriores, de modo que a expectativa inflacionária atual é igual a:
{\displaystyle p^{e}=(1-\lambda )\sum _{j=0}^{\infty }(\lambda ^{j}p_{j})}
onde {\displaystyle p_{j}} é igual a inflação {\displaystyle j} anos no passado. Assim, a inflação esperada atual reflete uma média ponderada de toda a inflação do passado, onde os pesos se tornam cada vez menores à medida que se move para o passado.
Uma vez que um erro de previsão é feito pelos agentes, devido a um choque estocástico, eles serão incapazes de prever corretamente o nível de preços novamente mesmo se o nível de preços não experimentar mais choques, visto que eles sempre incorporam parte de seus erros. A natureza por trás da formulação da expectativa e dos erros sistemáticos resultantes feitos pelos agentes (ver Modelo Teia de Aranha) era insatisfatória para os economistas, tais como John Muth, que foi fundamental para o desenvolvimento de um modelo alternativo de como as expectativas são formadas, chamado de expectativas racionais.
Na teoria ortodoxa (neo-clássica) este conceito foi substituído em grande parte pelas expectativas adaptativas na teoria macroeconômica, visto que sua suposição de otimalidade das expectativas seria "consistente" com a teoria econômica, a despeito daquilo que é praticado pelos próprios agentes em um determinado período da história.
Economistas Heterodoxos brasileiros, da linha conhecida como estruturalista, se utilizam deste conceito no estudo do problema inflacionário brasileiro (presente desde os anos 1960 e que se descontrolou nos anos 1980 se resolvendo apenas com a volta dos fluxos de capital externo no segundo semestre de 1993), ao desenvolver uma explicação estrutural da taxa de inflação que incorporasse um componente inercial da inflação com base no comportamento dos agentes diante do problema inflacionário.